# سیسیل هاوارد گرین
سیسیل هاوارد گرین (انگلیسی: Cecil Howard Green؛ ‏ ۶ اوت ۱۹۰۰ – ۱۱ آوریل ۲۰۰۳) دانشمند در زمینه ژئوفیزیک اهل ایالات متحده آمریکا و از برندگان جایزه آکادمی ملی علوم بود.